# Isabella di Morra
Isabella di Morra, nota anche come Isabella Morra (Favale, 1520 circa – Favale, 1545 o 1546), è stata una poetessa italiana.
Lontana da corti e da salotti letterari, visse subendo la prepotenza dei fratelli, segregata nel proprio castello, dove diede vita alla sua produzione letteraria. La sua breve vita, contrassegnata da isolamento e tristezza, si concluse con il suo assassinio per mano degli stessi fratelli a motivo di una presunta relazione clandestina con il barone Diego Sandoval de Castro, che subì la medesima sorte.
Quasi sconosciuta in vita, Isabella di Morra acquistò una certa fama molto dopo la morte, grazie al recupero dovuto agli studi di Benedetto Croce: divenne così nota la sua tragica vicenda biografica, ma anche la sua vena poetica, tanto da essere considerata una delle voci più autentiche della poesia italiana del XVI secolo, nonché una pioniera, anticipatrice del Romanticismo.
Non si conoscono informazioni documentate inerenti alla sua vita prima della biografia della famiglia Morra, dal titolo Familiae nobilissimae de Morra historia, pubblicata nel 1629 da Marcantonio, figlio del fratello minore Camillo. Ricerche d'archivio hanno consentito di acquisire notizie sulla famiglia Morra, utili a datare più correttamente eventi che coinvolgono Isabella, anche precedenti alla data del 1629.

## Biografia

### Inizi
Nacque a Favale (l'odierna Valsinni, in provincia di Matera) da Giovanni Michele di Morra, barone di Favale, e Luisa Brancaccio, appartenente a un'aristocratica famiglia napoletana. Altri componenti della famiglia erano i fratelli Marcantonio, Scipione, Decio, Cesare, Fabio, Camillo e la sorella Porzia. L'anno preciso di nascita rimane ignoto; generalmente viene riportato quello dedotto da Benedetto Croce, che lo situa poco dopo il 1520, mentre altri studiosi, come Giovanni Caserta, ritengono sia nata qualche anno prima, ponendo la data intorno al 1516.
A confermare il 1520 come data di nascita ci sono alcuni documenti d'archivio, il cui ritrovamento è dovuto alle successive ricerche di Pasquale Montesano. Infatti, i capitoli matrimoniali tra Giovan Michele Morra e Aloisa Brancaccio portano la data del 7 aprile 1517. Il contratto dotale precedeva non di molto il matrimonio, che fu celebrato nel mese di giugno. Del 20 giugno 1517 è, infatti, un atto del barone Antonio Morra, rogato in Napoli dal notaio Giovanni Antonio Malfitano, a favore del figlio Giovan Michele, nel quale devolveva a titolo di donazione 200 carlini d’argento provenienti dai beni privati e feudali che possedeva nel distretto di Oriolo della provincia di Calabria, in occasione del matrimonio del primogenito, affinché lo stesso potesse più comodamente vivere e sostenersi con la moglie e i figli … ‹‹[…] ad hoc ut ipse dominus Joannes Michael comodius possit se suam uxorem filios et familiam alere et sustentare››.
Dalla loro unione, in quasi 11 anni di convivenza, nacquero otto figli: Marcantonio, Scipione, Isabella, Decio, Cesare, Fabio, Porzia e Camillo. Solo di quest’ultimo si conosce la data di nascita, il 30 settembre 1528. È uno dei pochissimi riferimenti precisi che fornisce suo figlio Marco Antonio (1561-1618) nella storia della famiglia, pubblicata postuma nel 1629. Il primogenito Marcantonio deve essere nato nel 1518; il secondogenito Scipione e Isabella “coetanea Scipionis” non oltre il 1520.
Isabella, assieme al fratello Scipione, poco più grande di lei o forse gemello, venne educata dal padre, uomo colto e amante della letteratura, che le trasmise l'amore per la poesia.
Giovanni Michele fu costretto a emigrare prima a Roma e infine a Parigi nel 1528, dopo la sconfitta delle truppe di Francesco I di Francia di cui era sostenitore e la vittoria di Carlo V d'Asburgo per il possesso del Regno di Napoli. Scipione seguì il padre a Roma, dove rimase per approfondire gli studi; l’ambasciatore francese presso la Santa Sede ebbe occasione di ammirarlo e lo portò con sé, raggiungendo così il padre a Parigi. Il feudo di Favale, di cui erano titolari i Morra fin dall'epoca normanna, fu alienato per alcuni anni al re di Spagna. Il crimine commesso da Giovanni Michele poté essere perdonato tramite il pagamento di un'ammenda ma lui rimase in Francia servendo nell'esercito e partecipando alla vita culturale della capitale. Dopo varie trattative legali, il territorio tornò ai Morra, e fu conferito al primogenito Marcantonio.
A Favale rimase la moglie con i figli (l'ultimogenito Camillo nacque dopo la partenza del padre) e Isabella fu affidata ad un precettore che la istruì negli studi di Petrarca e degli autori latini. I rapporti tra Isabella e i fratelli minori Decio, Fabio e Cesare erano aspri e si incrinarono sempre di più. I fratelli, che, a detta del nipote Marcantonio, il «luogo agreste» aveva reso «feroci e barbari», la rinchiusero nel castello di Favale, dove trascorse gran parte della sua breve esistenza. Nel maniero Isabella si dedicò a comporre le sue liriche, trovando nella poesia l'unico conforto per alleviare la solitudine.
Tuttavia, successivi studi hanno dimostrato che Isabella Morra ebbe occasione di uscire dal suo castello, frequentando le corti del tempo. Fu chiamata alla corte di Pietro Antonio Sanseverino, Principe di Bisignano, nei primi mesi del 1543 col ruolo di dama di compagnia di Felicia Sanseverino, secondogenita del Principe e di Giulia Orsini, morta ad aprile del 1538, con la provvigione di 70 ducati all’anno. I mandati di pagamento firmati dalla principessa Erina, seconda moglie di Pietro Antonio, dalla quale dipendeva il personale femminile, erano emessi ogni quattro mesi: il primo del 25 aprile … ad madama Isabella Morra gentildonna di compagnia di la Ill.ma Signora Donna Felicia, docati correnti vinti tre, tarì uno et grana tridici et se li danno ad complimento di sua provisione per tutto li presenti mesi, ad docati settanta lo anno, come appare per un mandato di la Illustrissima Signora Principessa: 23.1.13. Gli altri due, con uguale formula e cifra, risultano registrati il 31 agosto ed il 31 dicembre.
Per il ruolo che svolgeva, Isabella Morra continuò a percepire regolarmente le sue spettanze nel corso del 1544 e 1545, sempre in tre rate. In quest’ultimo anno il suo compenso era aumentato, superava i 92 ducati. Il terzo mandato di pagamento di fine dicembre, che coincideva con le festività natalizie, le fu anticipato al 30 novembre: ad madama Isabella Morra, dama di compagnia di la Illustrissima Signora Donna Felicia docati correnti quaranta sej tarì tre et grana doi et meczo per tanti li competino ad complimento di sua provisione de la tercza de augusto proximo passato et per tutta la tercza di natale proxima futura 1545 come appare per un mandato del (a) Ill.ma Sig.ra Principessa ….
Nel 1543, si ritrova nei libri contabili del Principe di Bisignano anche Cesare Morra, che per qualche tempo aveva svolto la funzione di “giardinero” nella tenuta principesca di San Mauro (Corigliano), retribuito il 6 settembre, con nove ducati, quattro tarì e tredici grana, ad complimento di sua provisione per tutto mese di maggio prossimo passato, come appare per un mandato di Sua Signoria Ill.ma. Il suo era tutt’altro che un lavoro umiliante per un giovane di nobile rango; aveva ricevuto invece un incarico di direzione, delicato e qualificato, quello di dare un aspetto artistico, architettonico ai giardini nella tenuta più prestigiosa del Principato, con varie decorazioni e abbellimenti. La cura dei giardini, infatti, era un’altra moda del tempo e doveva essere opera di veri artisti, di maestri altamente specializzati. Ai lavori più pratici e manuali provvedevano addetti giornalieri e personale stagionale.
Nell’autunno del 1545 nella corte di Cassano si intensificarono le voci del prossimo fidanzamento tra Felicia Sanseverino promessa ad Antonio Orsini, duca di Gravina e conte di Matera. Con la sottoscrizione dei capitoli matrimoniali agli inizi di maggio del 1546, seguiti dal matrimonio, Felicia Sanseverino si trasferì a Matera, dove fissò la sua residenza nell’antica dimora di Castelvecchio, seguita dalla servitù e dalla sua dama di compagnia Isabella Morra.
Isabella Morra decise dunque di seguire Felicia nella contea di Matera. Si ignora la reazione della madre e dei fratelli a questa sua scelta, che indicava la volontà di allontanarsi definitivamente dal feudo paterno, ma si ritiene non sia stata indolore. Documenti di estrema importanza ai fini della verità storica ci arrivano ancora una volta da alcuni superstiti registri della cancelleria del principe di Bisignano. Atti che, seppure succintamente, fanno chiarezza e determinano la cronologia degli accadimenti, smentendo i tempi riportati da Marco Antonio Morra nella storia della famiglia, a volte artatamente omissiva, come - è il caso di riaffermarlo - di non fare mai cenno ai Sanseverino di Bisignano e al ruolo rivestito dagli zii Isabella e Cesare in quella corte.
È del 6 giugno 1546 un mandato di pagamento di cinque carlini del principe Pietro Antonio a favore di Cataldo Bloisi mandato da Cassano a trovar lo magnifico Bisanci contestabule a Miglionico per recuperar la mula condusse Isabella Morra in Matera.. Un ordine per riprendere quella “mula” della scuderia Sanseverino, a dorso della quale aveva viaggiato Isabella o erano stati sistemati i suoi bagagli al seguito della principessa Sanseverino, ora moglie del duca Antonio Orsini. Da questa informazione si deduce che la nuova contessa di Matera, la sua dama di compagnia e alcuni servitori erano arrivati nella nuova destinazione diversi giorni prima, già nell’ultima decade di maggio.

### Il rapporto con Don Diego Sandoval de Castro

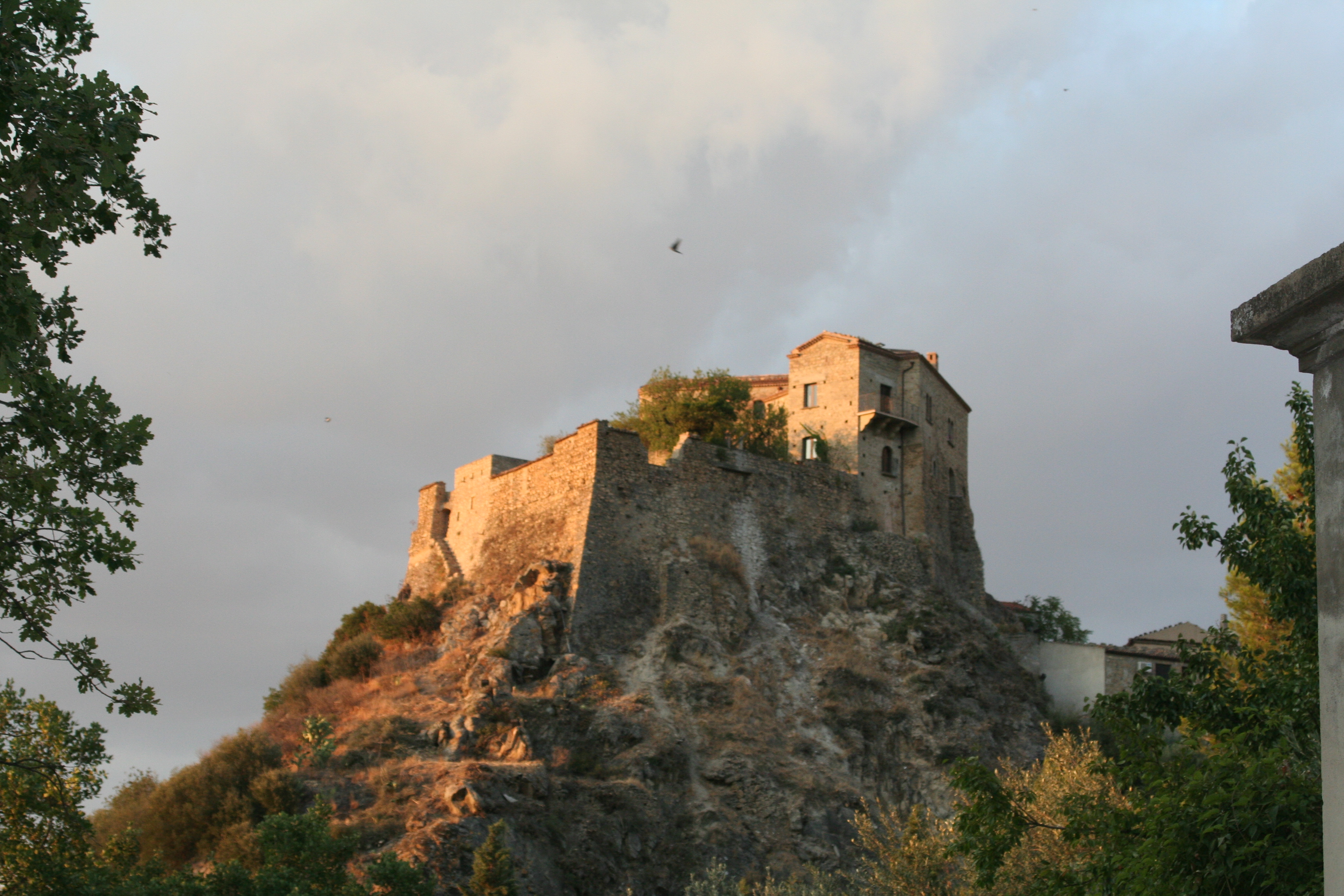
Il castello di Valsinni, dove visse Isabella di Morra

Isabella ebbe modo di stringere una corrispondenza segreta con Diego Sandoval de Castro, poeta di origine spagnola e barone del vicino paese di Bollita (oggi Nova Siri), nonché castellano di Cosenza. Poeta di qualche reputazione, Sandoval era membro dell'Accademia degli Umidi e nel 1542 aveva pubblicato, a Roma, un volume di rime petrarchiste. I due intrapresero uno scambio segreto di lettere in cui il pedagogo di Isabella svolse il ruolo di intermediario. Si dice inoltre che entrambi ebbero modo di incontrarsi in alcune occasioni in un casale della famiglia Morra, a metà strada tra Favale e Bollita. Di che natura fosse il rapporto tra Diego Sandoval de Castro e Isabella, nella Basilicata remota e al di fuori delle maggiori correnti culturali del tempo, rimane a oggi un mistero.
Certo si sa che le lettere che don Diego spedì a Isabella furono inviate a nome di sua moglie, Antonia Caracciolo, alle quali la giovane poetessa avrebbe risposto. Gli storici hanno supposto che Isabella e Antonia Caracciolo si conoscessero già prima dell'inizio dello scambio epistolare. Benché vi sia un breve riferimento al matrimonio, nel canzoniere della poetessa non vi è alcuna traccia di sentimento amoroso nei confronti di Sandoval o di qualsiasi uomo e nelle rime del barone vi è l'ode alla persona amata, probabilmente ad una donna in particolare o solamente seguendo il tema dell'amore in voga al tempo. Tuttavia, nella testimonianza della Caracciolo riportata da Alonso Basurto, governatore spagnolo della provincia di Basilicata, a seguito della morte del marito si legge che Diego venne ucciso per aver corteggiato una sorella del barone di Favale, ma è ignoto se la poetessa ricambiasse il sentimento.
Che si trattasse di un legame sentimentale o di un'amicizia intellettuale nati in condizioni di duro isolamento, i fratelli ne furono informati. Decio, Cesare e Fabio, supponendo un rapporto extraconiugale, decisero rapidamente di porre fine alla vicenda meditando l'assassinio della sorella e del nobiluomo, quest'ultimo probabilmente visto anche come un intralcio poiché temevano che avrebbe potuto sollecitare il governatore della provincia di Basilicata per sottrarre Isabella dall'oppressione a cui la costrinsero, benché Croce abbia smentito tale ipotesi.

### Assassinio
Scoperto il supposto intrigo amoroso, la prima vittima dei fratelli Morra fu il suo istitutore e in seguito rintracciarono la loro sorella. Secondo il racconto del nipote Marcantonio, gli aguzzini sorpresero Isabella con le lettere ancora chiuse tra le mani, la quale si difese dicendo che erano state inviate dalla Caracciolo, ma ciò non bastò a placare la loro ira. Isabella venne pugnalata a morte. Due di essi fuggirono per breve tempo in Francia poiché ricercati dalla Gran Corte della Vicaria, ma si riunirono ben presto per terminare la vendetta contro Don Diego, il quale, temendo che la loro furia si abbattesse anche su di lui, reclutò invano una scorta. I tre assassini, con l'aiuto di due zii Cornelio e Baldassino, probabilmente spinti anche dall'odio verso gli Spagnoli, gli tesero l'agguato fatale, ammazzando il barone a colpi di archibugio nel bosco di Noia (l'odierna Noepoli).
Anche l'anno di morte della poetessa rimane un mistero, sebbene sia Croce che Caserta concordano che sarebbe avvenuto tra la fine del 1545 e il 1546 mentre altre fonti riportano 1548.. La datazione dell’uccisione di Isabella Morra, in base alle ricerche di Pasquale Montesano, si sposta dal primo semestre al secondo semestre del 1546, dopo lo sposalizio del barone Marcantonio. Il 21 giugno 1546 è infatti la data del matrimonio, combinato e motivato da interessi, tra Marcantonio Morra e Verdella Capece Galeota, formalizzato con l’arrivo della sposa nel feudo di Favale e nella “domus” del marito, come allora si usava quando le nozze, soprattutto tra nobili, avvenivano per procura.
La data del 21 giugno è riportata anche in diversi fogli dei creditori del Patrimonio Morra, nei quali ci sono molti riferimenti al contratto dotale col quale Marcantonio ricevette, il 21 maggio 1546, 4.000 ducati, di cui 3.750 in contanti e 250 in abbigliamenti di pregio. Isabella e il fratello Cesare erano rientrati nel feudo di Favale in occasione dello sposalizio di Marcantonio e dei conseguenti festeggiamenti. Avvenne in questa occasione il delitto di Isabella da parte dei fratelli, nei pressi del castello o in qualche contrada vicina, così come quello del suo affezionato maestro di casa, latore della “lettera con versi” fattagli pervenire dal Sandoval in procinto di ripartire per il suo rifugio in Benevento.
L'assassinio di Diego Sandoval de Castro provocò, all'epoca, reazioni di deplorazione molto più ampie che non l'uccisione di Isabella. Nel codice d'onore del XVI secolo, era infatti ammissibile lavare col sangue il disonore arrecato alla famiglia da uno dei suoi membri, specie se donna. Ciò che non era ammissibile era il coinvolgimento di persone terze nella risoluzione di un contenzioso, mediante duello e uccisione, a tradimento, di un superiore in rango. Si ritiene che l'omicidio del barone fu solo la copertura di interessi legati a motivi politici, essendo i Morra legati ai Francesi, mentre de Castro aveva militato nell'esercito di Carlo V, prima di essere investito della baronia di Bollita e di ottenere la castellania di Cosenza.

### Conseguenze
Dopo il massacro i tre fratelli furono costretti a rifugiarsi in Francia per sfuggire all'ira del viceré Pedro de Toledo che fece setacciare l'intera provincia. Essi raggiunsero Scipione e il padre che mancava da circa venti anni da casa. Il biografo di famiglia Marcantonio sostenne che suo nonno Giovanni Michele fosse deceduto prima di Isabella, ma Benedetto Croce dimostrò che morì dopo la tragedia, poiché continuò a percepire la pensione dal Re di Francia almeno fino al 1549. Scipione, benché scioccato e disgustato dagli omicidi, decise infine di aiutare i propri fratelli a sistemarsi in Francia.
Di Fabio non si hanno notizie certe, Decio si fece prete e Cesare sposò una nobildonna francese, Gabriella Faulcon. Scipione, uomo influente che ricoprì l'incarico di segretario della regina Caterina de' Medici, venne avvelenato da altri cortigiani, poiché invidiosi del suo ruolo privilegiato. La stessa regina, sdegnata per l'accaduto, punì i colpevoli.
Nel frattempo i fratelli rimasti a Favale furono processati. Marcantonio non risultò essere tra gli ideatori del delitto; ciononostante, fu imprigionato per alcuni mesi e in seguito rilasciato. In quello stesso 1546 sposò Verdella Capece Galeota, dalla quale ebbe poi sette figli. Camillo, l'ultimogenito, fu invece completamente assolto dall'accusa di complicità poiché totalmente estraneo ai fatti.
Dalle ricerche condotte da Gaetana Rossi su documenti d'archivio emerge che l’assassinio della poetessa fu compiuto dai fratelli quando la madre era ancora viva e presente nel castello di Favale.

## Opere
Gli scritti di Isabella furono scoperti dagli ufficiali del viceré di Napoli e "messi agli atti", durante l'indagine che seguì l'uccisione di Diego Sandoval de Castro, allorché il castello di Valsinni fu perquisito. Nonostante il corpus estremamente esiguo a noi pervenuto (dieci sonetti e tre canzoni), la poesia di Isabella è considerata una delle più intense e toccanti della lirica cinquecentesca. Molte sono state le letture del suo canzoniere in chiave meramente femminista (tenuto conto del limitato numero di donne presenti nella letteratura italiana del tempo), specialmente in ambito statunitense, senza che tenessero in sufficiente considerazione il retroterra culturale e storico dell'epoca. Non esistendo un'edizione delle liriche curata dalla poetessa, non si conosce con certezza l’ordine temporale dato alle sue opere e i tredici componimenti del canzoniere, considerato «un'autentica autobiografia in versi», sono stati suddivisi in due stagioni poetiche: la prima segnata dal malessere e dalla speranza di evasione, la seconda (comprendente l'ultimo sonetto e le tre canzoni) dalla rassegnazione e dal conforto nella religione.

### Sonetti
- I fieri assalti di crudel fortuna
- Sacra Giunone, se i volgari cuori
- D'un alto monte onde si scorge il mare
- Quanto pregiar ti puoi, Siri mio amato
- Non solo il ciel vi fu largo e cortese
- Fortuna che sollevi in alto stato
- Ecco ch'una altra volta, o valle inferna
- Torbido Siri, del mio mal superbo
- Se alla propinqua speme nuovo impaccio
- Scrissi con stile amaro, aspro e dolente

### Canzoni
- Poscia ch'al bel desir troncate hai l'ale
- Signor, che insino a qui, tua gran mercede
- Quel che gli giorni a dietro

## Poetica

### Stile
Isabella è stata inserita nella corrente del petrarchismo, in cui le donne, sebbene di estrazione nobiliare, iniziarono ad acquistare importanza in campo culturale e sociale. Il tema dominante era l'amore con le gioie e i lamenti che ne scaturivano, omaggi alla persona amata e la ricerca di un sentimento più puro. Poco ebbe in comune Isabella con le altre donne poetesse del suo tempo, poiché mai ebbe l'opportunità di far valere le proprie doti e di ottenere la celebrità e il plauso presso le corti e le accademie, e qualsiasi emozione o sentimento d'amore è assente nella sua lirica. Isabella non canta l'amore perché probabilmente non ha mai amato nessuno. L'unico breve cenno all'amore è il matrimonio, visto solamente come unica via possibile di liberazione e emancipazione.
Benché segua lo schema del sonetto petrarchesco obbediente alle regole dettate da Pietro Bembo, Isabella si differenzia dalle sue coeve e dalla lirica petrarchesca in generale per la sua atmosfera tetra e malinconica, strettamente legata alla sua esistenza tormentata, rivelando, secondo Giacinto Spagnoletti, «una notevole originalità e carica drammatica». Oltre ai diversi richiami al Petrarca, l'influenza di Dante Alighieri è evidente, la quale conferisce un tono tenebroso alla sua poetica riconducibile all'Inferno della Divina Commedia, nonché di Jacopone da Todi per quanto riguarda la presenza di figure ed elementi legati alla poesia cristiana. Nulla di retorico o di scolastico ma un'autentica espressione del dramma umano.
Il suo stile da lei stessa definito «amaro, aspro e dolente», «ruvido e frale» e il suo «rozo inchiostro» lasciano intravedere la frustrazione di una persona elevata e oppressa in una società retrograda, desiderosa di vedere riconosciute le sue qualità di donna e poetessa e di auspicare un mondo sottratto alla violenza e ricondotto alla tolleranza.

### La Fortuna e il mondo circostante

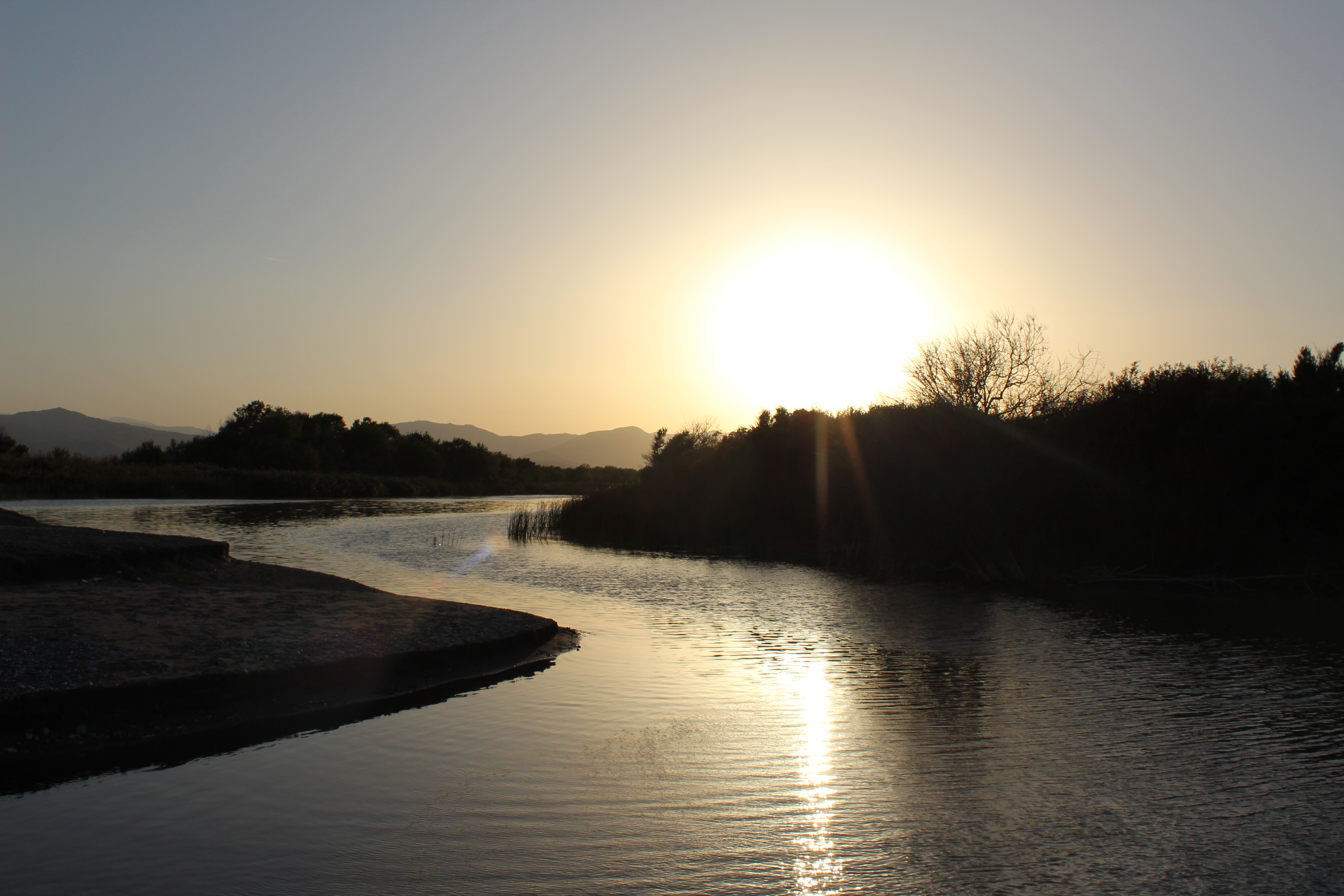
Foce del fiume Sinni al tramonto

La Fortuna assume il ruolo di antagonista nelle sue opere, la fonte di tutti i suoi mali, la cui persecuzione nei confronti della poetessa iniziò «cominciando dal latte e dalla cuna». La figura della Fortuna, vista in maniera positiva nel periodo rinascimentale, è invece per Isabella una forza oscura e incontrollabile di natura pagana o medievale. L'«acerba e cruda Diva», essendo donna come lei, tradisce il gentil sesso venendo meno alle virtù spesso attribuite alle donne come sensibilità e delicatezza e, per di più, sconvolge per la sua malvagità, opprimendo i nobili cuori e corrompendo gli animi degli esseri umani.
Il ritratto del paesaggio circostante è fosco e amaro: una «valle inferna» composta da «orride ruine», «selve incolte», «solitarie grotte», «vili ed orride contrate» abitate da «gente irrazional, priva d’ingegno», esprimendo tutto il suo odio verso «il denigrato sito». Cercò in tutti i modi una soluzione e una speranza per evadere da quel mondo che la soffocava e che non era capace di comprenderla, dove aveva passato tutta la sua «fiorita etade secca ed oscura, solitaria ed erma», «senza loda alcuna» e non sentendosi mai apprezzare per la sua «beltade».
Ella si rivolge alla natura, invitando gli elementi che la circondano a piangere con lei il suo «miserando fine», visto da alcuni come il suo presagio di morte o semplicemente attendendo il naturale corso della sua infelice esistenza. Il fiume Siri (oggi noto come Sinni) che scorre vicino al suo castello, è, nel bene o nel male, il suo confidente e valvola di sfogo, implorandolo di farsi messaggero della sua sorte al padre qualora, lei morta, egli dovesse tornare. La giovane dichiara di serbare il proprio «nome infelice» alle onde del fiume con «esempio miserando e raro», un'espressione da alcuni interpretata come una meditazione al suicidio, benché ciò sembrerebbe improbabile, a detta di Adele Cambria, vista la coscienza religiosa e la particolare sensibilità che le vietano di compiere un gesto così estremo; e lo prega affinché possa sprigionare tutta la sua «crudel procella» al ritorno del padre, essendo ingrossato ed agitato dai suoi fiumi di lacrime: «i fiumi di Isabella».

### La famiglia e altri personaggi
Nel canzoniere vi sono riferimenti a diversi personaggi. Vi è una breve descrizione della situazione familiare con una madre «misera» e i suoi fratelli che versano «in estrema ed orrida fiacchezza», nonché privi della «gentilezza» ereditata dai loro avi. L'inciviltà dei fratelli e la sottomissione a cui la costringono viene anche evidenziata nei versi: «da chi non son per ignoranza intesa / i’ son, lassa, ripresa». Il padre è la persona a lei più cara, una figura molto ricorrente nel suo piccolo canzoniere, del quale attende invano un ritorno che possa aiutarla ad uscire dalla mesta situazione in cui vive, ignara o forse cosciente ma illusa del fatto che Giovanni Michele sarebbe potuto tornare ma, effettivamente, egli preferì gli agi della corte di Francia, dimostrando disinteresse nei confronti della propria famiglia.
Nelle liriche emerge la figura di una donna identificata come «vermiglia Rosa», che secondo Croce si tratterebbe di Giulia Orsini, principessa di Bisignano residente nel feudo di Senise, anche lei sola e triste dopo la partenza del marito Pietrantonio Sanseverino per il conflitto franco-spagnolo. Benché moglie di un uomo filospagnolo che aveva condotto la spedizione punitiva contro i baroni antispagnoli di Basilicata e Calabria, tra cui il padre di Isabella, sembra che tra le due ci fosse un legame d'amicizia e che Isabella sperasse in un suo aiuto per allontanarsi da Favale.
Non mancano alcune menzioni anche a personaggi dell'epoca come il poeta Luigi Alamanni, da lei definito «onor del secol nostro», esule in Francia per sfuggire alla condanna a morte dopo un complotto contro il cardinale Giulio de' Medici (in seguito Papa Clemente VII) e che con molta probabilità era in contatto con il padre della poetessa. Francesco I è il suo «gran re» nel quale spera di sottrarsi al triste destino ma, venendo a conoscenza della sua definitiva sconfitta per mano del rivale (presumibilmente riferendosi al trattato di Crépy nel 1544, in cui Francesco I rinunciò ad ogni mira espansionistica nella penisola), Isabella diventa ancor più amareggiata e furibonda, inveendo contro la sua nemica Fortuna per aver «vinto e prostrato» il suo amato re e contro Carlo V, chiamato «Cesar» (o «Cesare») nelle liriche, per averla separata dal padre e per aver spento in lei il sogno della liberazione francese.

### Il conforto religioso
Ormai provata dal dolore e dalle speranze infrante, in lei matura gradualmente il desiderio di rifugiarsi nella religione ed inizia ad avvertire un certo ravvedimento forse per le eccessive parole contro la Fortuna e l'ambiente intorno a lei definendo il suo passato poetico come un «cieco error», rivolgendosi al lettore con l'appellativo di «fratello», che ha portato a pensare un riferimento al fratello Scipione. Le invettive contro la Fortuna, il desiderio di fama ed emancipazione, il disprezzo verso il luogo natio iniziano a lasciare spazio alla rinuncia delle ambizioni terrene e al conforto religioso, sperando di «arricchirsi in Dio chiara e lucente», attendendo «il bel tesoro eterno» in cui «non nuoce già state né verno / chè non si sente mai caldo né gielo».
Infine la poetessa cerca consolazione in Gesù e Maria, in cui sembra ormai aver accettato il suo sventurato destino e aver mitigato il proprio rancore verso la sua terra, in cui ora si ritrovano una «grotta felice», il «Sinno veloce» e «chiare fonti e rivi». Adesso Isabella si sente «lieta e contenta in questo bosco ombroso», sperando di trovarsi «sgombrata tutta dal terrestre nembo» e di raggiungere il «solare e glorioso lembo».

## Eredità

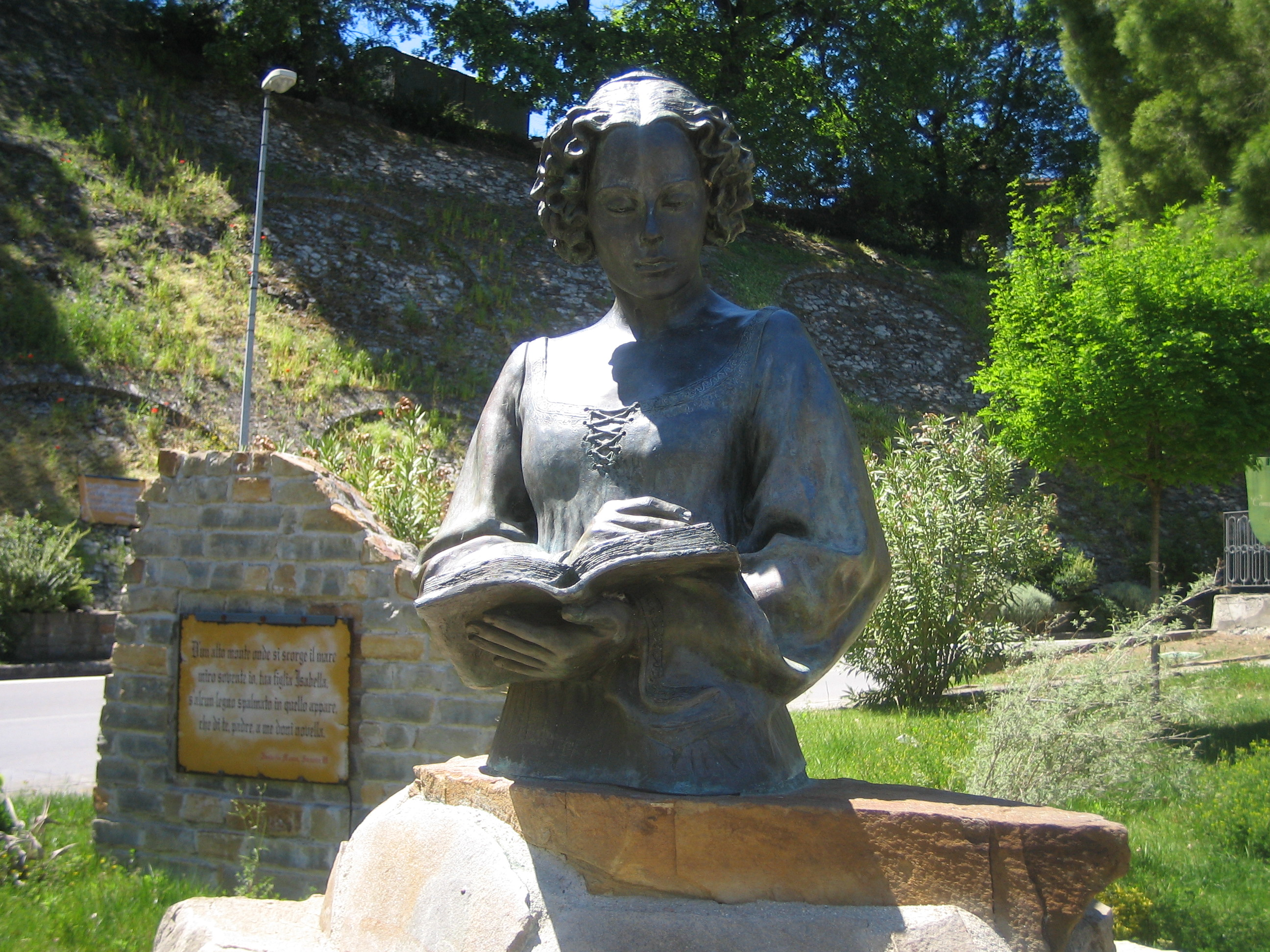
Valsinni: busto di Isabella di Morra

Pochi anni dopo la morte di Isabella, il libraio napoletano Marcantonio Passero scoprì casualmente le poesie nei suoi stipati scaffali e, incuriosito dal personaggio della rimatrice e dalle sue vicissitudini, le affidò allo scrittore Ludovico Dolce, il quale le inserì nel terzo libro che raccoglieva le Rime di diversi illustri signori napoletani (Venezia, Giolito, 1552); furono apprezzate dall'ambiente letterario del tempo. Successivamente, tutte le sue liriche apparvero in Rime diverse d’alcune nobilissime, et virtuosissime donne (Lucca, Busdrago, 1559), a cura di Lodovico Domenichi.
Angelo de Gubernatis, che considerava introvabile l'edizione del 1556, ipotizza sia servita a Ludovico Domenichi per una raccolta di rime e ad Antonio Bulifon per il volumetto citato da Francesco Saverio Quadrio che porta il titolo Rime delle Signore Lucrezia Marinella, Veronica Gambara ed Isabella Della Morra, di nuovo date in luce da Antonio Bulifon con giunta di quelle finora raccolte della signora Maria Selvaggia Borghini. La canzone Quel che gli giorni a dietro nell'edizione del Bulifon, a causa della presenza di alcune immagini paganeggianti e sensuali in pieno clima di Controriforma, subì alcuni ritocchi con evidenti stravolgimenti sul piano della resa poetica.
Benché il suo nome e le sue opere apparvero in alcuni volumi letterari seguenti, Isabella venne quasi dimenticata e ignorata dalla critica nei secoli. Grazie ad Angelo de Gubernatis la sua figura iniziò ad essere rivalutata a partire dai primi del Novecento, tant'è che lo stesso de Gubernatis accostò Isabella a Saffo, e, impietosito dalla sua tragica storia, ne fece un emblema delle donne vittime della violenza familiare: «trattata come una cosa, reclusa, tiranneggiata come una schiava (...) la pietà grande che sentiamo per essa si riversi sopra le superstiti compagne del dolore e sia principio d'opera riparatrice, che prepari il riscatto per tante vittime di violenza insane che gemono neglette nel carcere duro e inviolando della vita domestica italiana».
Nel 1901 De Gubernatis tenne una conferenza al Circolo Filologico di Bologna dal titolo Il romanzo di una poetessa, che pubblicò in sintesi come introduzione a Isabella Morra, Le rime ristampate (con introduzione e note di Angelo De Gubernatis, Roma, Forzani e c. Tipografia del Senato, 1907). De Gubernatis inviò la sua opera a Benedetto Croce per invitarlo a interessarsi della poesia di Isabella risarcendola del silenzio da cui la sua opera era stata fino ad allora avvolta per secoli. Per effetto di ciò, Croce soggiornò a Valsinni nel 1928 per approfondirne gli studi, riportando di fatto alla luce la storia e la lirica della sfortunata poetessa e del suo presunto spasimante.
Ad oggi l'opera di Isabella, nonostante l'impronta petrarchista, è considerata originale rispetto alla lirica del suo tempo, tanto da assumere alcuni connotati che saranno propri del Barocco e, in particolare, del Romanticismo. Viene citata come precorritrice delle tematiche esistenziali care a Giacomo Leopardi, tant'è che alcuni studiosi ritengono che lo stesso poeta fosse non solo a conoscenza dei suoi versi ma anche ne avesse tratto ispirazione. Esempi spesso menzionati sono Le ricordanze, Il passero solitario e l'Ultimo canto di Saffo del Leopardi, i quali presentano temi e accenti riscontrabili nel minuto canzoniere della poetessa, dove la vita «in questo / natio borgo selvaggio, intra una gente / zotica, vil» del poeta marchigiano echeggia la vita «fra questi aspri costumi / di gente irrazional, priva d’ingegno» della poetessa lucana.
Diversi critici notano richiami allo stile di Isabella anche in alcune opere di Torquato Tasso, in particolare Canzone al Metauro (1578).

## Isabella Morra alla corte dei Sanseverino
Una nuova ottica di lettura della vicenda personale e poetica di Isabella Morra viene fornita dal giornalista e studioso di storia Pasquale Montesano: Isabella Morra alla corte dei Sanseverino (2017). Il libro ridimensiona l’immagine della giovane vissuta esclusivamente nella tetra prigionia del castello di Favale, rivelando che avesse rapporti, cultura e formazione di respiro maggiore rispetto a ciò che si pensava in passato.
Isabella visse circa quindici anni nel feudo di Favale senza il padre, in un clima oppressivo, ma non privo di qualche agiatezza che le permise di avere un pedagogo e, come tutta la nobiltà del territorio, di frequentare le altre famiglie nobili. Fu molto vicina a Giulia Orsini, moglie di Pietro Antonio Sanseverino, cui dedicò anche un sonetto. Quest’ultima muore nel 1538 e, l’anno successivo, Pietro Antonio si sposa con Erina Castriota Scanderbeg, di origine albanese, che nel 1543 chiamerà Isabella a corte come dama di compagnia della figliastra Felicia Sanseverino. La scelta ricadde su di lei in quanto poetessa e amica di famiglia.
Ella riceveva settanta ducati l’anno per la sua attività di corte e certamente questa somma doveva tornare utile alla sua famiglia caduta in disgrazia. La ragazza aveva allora più di vent’anni, e probabilmente sperava in un matrimonio imminente, ma ciò non avvenne perché essendo lei priva di dote considerevole, non doveva attrarre giovani titolati. La descrizione analitica della vita di corte che fa Montesano, ricostruisce la giovinezza di Isabella, che, al fianco di Donna Erina trascorreva molto tempo occupandosi di “cenacoli”, canto, poesia e giochi d’intrattenimento. Tra gli artisti che frequentavano la corte anche la Morra leggeva versi, come si legge in un libro contabile di Bisignano compilato nel 1543. Proprio a questa corte ebbe occasione di incontro e di dialogo con Diego Sandoval De Castro.
Isabella ritorna a Favale dopo aver ricevuto l’ultimo compenso il 30 novembre 1545 (era solita riceverlo il 30 dicembre di ogni anno) in seguito al matrimonio di Felicia Sanseverino con Antonio Orsini, duca di Gravina, e il suo conseguente trasferimento a Matera. Non è certo se Diego Sandoval De Castro abbia cercato di intercedere presso il governatore di Basilicata per far uscire Isabella dai confini del feudo, oppure se i due abbiano intrattenuto una relazione d’amore. Certo è che la giovane fu uccisa dai fratelli nel dicembre del 1545 e qualche mese dopo si compì l’assassinio di De Castro.

## Riferimenti nella cultura di massa

### Teatro
- Interpretata da Anny Duperey in Isabella Morra (1974), dramma scritto da André Pieyre de Mandiargues e diretto da Jean-Louis Barrault.
- Interpretata da Emanuela Villagrossi e Angelica Alemanno in Storia di Isabella di Morra raccontata da Benedetto Croce (1999), scritto da Dacia Maraini e diretto da Hervé Ducroux, con Michele Mirabella nella parte di Benedetto Croce.

### Cinema
- Interpretata da Micaela Ramazzotti in Sexum superando - Isabella Morra (2005), film diretto da Marta Bifano.
- Io, Isabella International film week, festival cinematografico a lei dedicato.

### Musica
- "Isabella di Morra", brano del cantautore Alessio Lega tratto dall'album Mala Testa (2013).[60]

### Arte
- "Isabella di Morra: poesia, amore e morte", scultura realizzata da Francesco Guadagnuolo in onore della Festa della donna (2019).[61]

### Eventi
- Parco letterario "Isabella Morra", inaugurato nel 1993 nella sua natia Valsinni, in cui vengono organizzati spettacoli teatrali e musicali.[62]
- Premio letterario internazionale Isabella Morra: "Il mio mal superbo", organizzato annualmente dal 2011 dalla "Casa della Poesia di Monza" in collaborazione con il comune di Valsinni. I concorrenti presentano poesie inedite in lingua italiana.[63]

### Edizioni
- Benedetto Croce, Rime d'Isabella di Morra e di Diego Sandoval de Castro. I. Rime d'Isabella di Morra, in La critica, vol. 27, n. 2, Laterza & figli, 1929,  pp. 126-140. URL consultato il 5 marzo 2017 (archiviato dall'url originale l'8 gennaio 2017).
- Domenico Bronzini, Isabella di Morra, con l'edizione del Canzoniere, Matera, Fratelli Montemurro, 1975.
- Isabella di Morra, Rime, a cura di Maria Antonietta Grignani, Roma, Salerno Editrice, 2000.
- Diego Sandoval di Castro e Isabella di Morra, Rime, a cura di Tobia R. Toscano, Roma, Salerno Editrice, 2007.
- Stella avversa. Il canzoniere di Isabella di Morra, a cura di Gaetana Rossi, Gaeta, Ed. de-Comporre, 2014
- Rime, a cura di Gianni Antonio Palumbo (con il saggio introduttivo Muse e contromuse nell'amaro caso di Isabella Morra; pp. 7–41), Bari, Stilo Editrice, 2019.
- Stelle controvento, Marianna Carrara - Maria Pia Latorre, Les Flâneurs Edizioni, Bari, 2018

### Saggi
- Giovanni Mario Crescimbeni, Dell'istoria della volgar poesia, Volume 5, p. 138, Venezia, Basegio, 1730
- Benedetto Croce, Isabella di Morra e Diego Sandoval de Castro, in La critica, vol. 27, n. 1, Laterza & figli, 1929,  pp. 12-35. URL consultato il 5 marzo 2017 (archiviato dall'url originale l'8 gennaio 2017).
- Benedetto Croce, Isabella di Morra e Diego Sandoval de Castro, Palermo, Sellerio, 1983  [1888], ISBN 978-88-389-0222-2.
- Ettore Bonora, Le donne poetesse, in Emilio Cecchi e Natalino Sapegno (a cura di), Storia della Letteratura Italiana, IV, 2ª ed., Milano, Garzanti, 1988  [1969].
- Ettore Bonora, Critica e letteratura nel Cinquecento, Torino, Giappichelli, 1964.
- Ruggero Stefanelli, Il petrarchismo di I.M., in Annali della Facoltà di Magistero dell'Università di Bari, XI, 1972, pp. 375–420
- Giovanni Caserta, Isabella di Morra e la società meridionale del Cinquecento. Roma-Matera, Edizioni Meta, 1976
- Mario Sansone (a cura di), Isabella Morra e la Basilicata, Atti del convegno di studi su Isabella Morra (Valsinni, 11-12 maggio 1975), Matera, A. Liantonio, 1981.
- Natalia Costa-Zelassow, Isabella di Morra, in Scrittrici italiane dal XIII al XX secolo. Ravenna, Longo Editore, 1982
- Maria Antonietta Grignani, Per Isabella di Morra, in "Rivista di Letteratura Italiana", II, 1984, pp. 519–584
- Franco Salerno, Isabella di Morra: il fuoco della seconda vista, Roma, Lo Faro, 1986, SBN CFI0031273.
- Franco Salerno, Isabella di Morra. Lo specchio della mente e il profumo della Morte, in Il pacato incubo dei Mostri. L'Arcano e l'Inconscio negli scrittori italiani del '400 e del '500, introduzione di Franco Cardini, Chieti, Solfanelli, 1992,  pp. 11-22, ISBN 88-7497-367-5, SBN AQ10005020.
- Mario Pazzaglia, Letteratura italiana: testi e critica con lineamenti di storia letteraria, Volume 2, Bologna, Zanichelli, 1993
- Giacinto Spagnoletti, Otto secoli di poesia italiana da S. Francesco d'Assisi a Pasolini, Roma, Newton Compton, 1993
- Adele Cambria, Isabella. la triste storia di Isabella Morra, Venosa, Osanna, 1997.
- Tito Spinelli, Basilicata, Brescia, Editrice La Scuola, 1987
- Nunzio Rizzi, "E donna son, contra le donne dico, il canzoniere di Isabella di Morra", in Carte italiane: Journal of Italian Studies, Vol. 17, Los Angeles, Università della California, 2001
- Pasquale Montesano, "Isabella di Morra - Storia di un paese e di una poetessa", con l'inedito carteggio Croce-Guarino, Matera-Roma, Altrimedia Edizioni, 1999
- Maria Antonietta Grignani, Introduzione alle Rime di Isabella di Morra, Roma, Salerno Editrice, 2000 (pp. 11–42).
- Pasquale Montesano, "Riflessioni a margine del caso di Isabella Morra" (con un documento inedito), in "Bollettino Storico della Basilicata", n. 22, Venosa, Osanna, 2006
- Antonino Di Vuolo, Scrissi con stile amaro, aspro e dolente. Note in margine ad un saggio recente sulla vita di Isabella di Morra, in "Polimnia", trimestrale di Poesia Italiana, n. 9-10, gennaio - giugno 2007, poi anche Castellammare di Stabia, 2010
- Alessandra Dagostini, "Degno il sepolcro, se fu vil la cuna. L'universo poetico di Isabella Morra", Castellammare di Stabia, Nicola Longodardi Ed., 2011
- Pasquale Montesano, La tragica fine di Isabella Morra. La rovinosa decadenza della terra di Favale, Matera, Edizioni Magister, 2014, ISBN 978-88-908221-3-1
- Pasquale Montesano,  Isabella Morra alla Corte dei Sanseverino, Altrimedia Edizioni, Matera, 2017.
- Giuseppe Lorin, Dossier Isabella Morra. Poetessa del XVI secolo, Roma, Bibliotheka Edizioni, aprile 2019, ISBN 9788869344893
- Gianni Antonio Palumbo, Isabella Morra. Rime (con un saggio introduttivo), Stilo Editrice, Bari, 2019. ISBN 978-88-6479-225-5
- Pasquale Montesano, La vera storia di Isabella Morra. Vita e morte di una poetessa. Altrimedia Edizioni, Matera, 2022. ISBN 978-88-6960-154-5